# RAM (F1)
RAM（RAM Racing）はかつてF1に出走していたチームおよびコンストラクターである。1976年から1977年と1980年から1982年はチームとして、1983年から1985年まではコンストラクターとして参戦。
RAMチームは、1975年にマイク・ラルフ(Mike Ralph)とジョン・マクドナルド(John Macdonald)によって結成され、RAMはこの2人のドライバーの名前に由来している。

## 歴史

### カスタマー・チーム
1976年にブラバムからBT44Bを購入。スペインGPから参戦開始。1977年にはシャーシをマーチ・761にスイッチしたが、完走は少なく、予選落ちが多かった。この年をもっていったんF1から撤退する。
チームはその焦点をオーロラAFXフォーミュラ1シリーズ（F1レギュレーションに従って開催されていたイギリス国内選手権）に合わせて活動し、1980年シーズンにはエミリオ・デ・ヴィロタによりこのシリーズのタイトルを獲得。RAMはF1世界選手権への再挑戦を決断する。
1980年にウィリアムズFW07,FW07Bを購入し、イギリスGPから復帰したが、完走を4度記録するもノーポイントとなる。

### マーチ・グランプリ
1981年から、RAMはイギリス人シャーシデザイナーのロビン・ハードと手を結ぶ。ハードはマーチ・エンジニアリングの創設者の一人で、株式を多数保有していた。ハードとRAMは1980年秋にマーチ・グランプリを設立するが、これは伝統を持つ「マーチ・エンジニアリング」とは関係の無い独立した組織であった。このシーズン用のマシン「マーチ・811」は最終的にハードの持つもう一つの別会社、マーチ・エンジンズで製作され、RAMレーシングが「マーチ・レーシングチーム」としてエントリーするという複雑な参戦形態となった。マシンのエンジニアも幾度も変わり、当初はロビン・ハードが手がけ、数週間後にゴードン・コパック、1981年の初夏にはロビン・ハードをサポートするテクニカルアドバイザーに就任していたエイドリアン・レイナードが担当した。811はFW07と酷似したコピーマシンだったが、戦闘力は皆無で精彩を欠き、デレック・デイリーがイギリスGPで記録した7位が最高位となった。RAMのマネージャー、ジョン・マクドナルドはプレスに対して「この車はクソの山だ。これは公式コメントだ。」と不満を隠さなかった。年末にレイナードがテクニカル・ディレクターに就任し翌年に向けたマシン改良に着手する。1981年シーズンの終わりにハードはチームを去り、RAMはマーチ・グランプリの機材を引き継ぎ、1982シーズンに臨むこととなった。チームは実質的に分裂したにもかかわらず、マーチ・グランプリの名で引き続いてエントリー申請をしたが、以前からの「マーチ・エンジニアリング」とは本質的につながりが無かった。
1982年用のシャーシであるマーチ・821は、811の改良版としてエイドリアン・レイナードによって大幅な改良が加えられ、元レーサーのガイ・エドワーズの仲介によってRAMは大規模スポンサーとしてロスマンズを獲得、十分な資金を準備できていた 。ロスマンズをメインスポンサーに迎えてロスマンズ・グランプリ・マーチの名でエントリーした。のちにシャーシコンストラクターとして成功するレイナードのF1処女作であったが、結局このシーズンもノーポイントに終わり、夏にはスポンサーを取りやめを決めたロスマンズはスポンサーから撤退してしまった。この2年間の体制は、ハードが個人的に関与し、「マーチ」の名を持つ別組織によるマシン、という前述の事情があり、英国でしばしば「マーチだが、マーチではない」と表現される。

### コンストラクター
1983年から、コンストラクター名もRAMとして参戦。この年のマシンであるRAM・マーチ01は別名マーチ・831と呼ばれる。これは同車の設計が主としてマーチ・エンジニアリングのデイブ・ケリーによるものだからである。ケリーは単純な「キットカー」として設計し、01はその設計図を基にRAMの手によって独自の専用部品ではなくアフターマーケットで入手できる汎用パーツで組み立てられた。撤退したロスマンズの代わりとなる大型スポンサーを見つけることができず、複数の小スポンサーしか得られなかった。カナダGPではジャック・ヴィルヌーヴSr.がスポット参戦。ヴィルヌーヴは資金不足のチームに個人スポンサーの資金をもたらした。しかし結果は予選落ちだった。この年完走したのは開幕戦と最終戦のみでそれ以外はリタイヤ1回と予選落ち12回という結果に終わった。この年のRAMレーシングのスタッフは総勢25名で、最小のF1チームであった。年末にマシンデザイナー補佐としてセルジオ・リンランドを採用した。彼にとって初めてのF1での仕事となった。

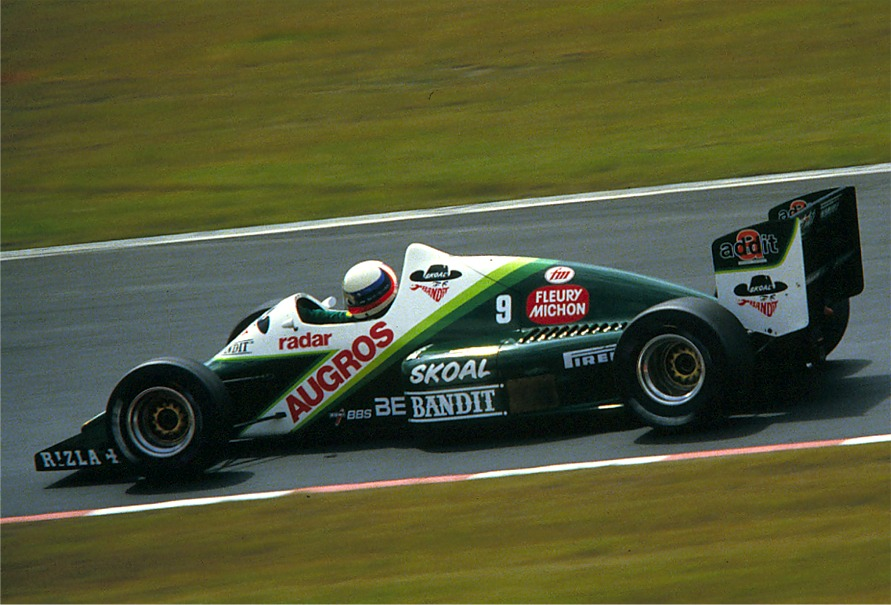
1985年ドイツGPでマンフレッド・ヴィンケルホックがドライブするRAM03

1984年から1985年は大型スポンサーとして、アメリカの噛みタバコ会社、スコール・バンディットを獲得。車体は濃い緑色となった。
1984年、開幕2戦をフィリップ・アリオーがRAM・02で、ジョナサン・パーマーがRAM・01で出走、第3戦から両ドライバーが02で出走した。この年からエンジンをフォード・コスワース・DFVエンジン(V8)からハート直4ターボに変更した。この年参戦したドライバー3人あわせて19回ものリタイヤを喫した。
1985年、ドライバーはマンフレッド・ヴィンケルホックとチームに残留したアリオー。速さを持つヴィンケルホックがナンバー1ドライバーの役割を果たした。しかし彼は8月にモスポートで行われたスポーツカーレースで事故死し、ケネス・アチソンが代役として彼の後を引き継いだ。
エンジニアリング部門ではATSチームのデザイナーだったグスタフ・ブルナー加入し、開幕戦から新型マシンRAM・03を投入していたが、年間予算の大半はハートエンジンの修理に費やされてチームは資金難に陥り、ベルギーグランプリとヨーロッパグランプリにはアリオー1台のみで参加した。多くはエンジントラブルのためにドライバー3人あわせて19回ものリタイヤとなり、ノーポイントに終わる。シーズン終了後にチームは破産の憂き目に遭う。
1986年、ドライバーはマイク・サックウェルと契約。マシンを新造する資金はないため、前年型のRAM03に改良を加えての参戦継続を企画していた。ジョン・マクドナルドはチーム再生を諦めず、オーストラリアのスポンサーの助けを借りようとした。2月にブラジルのリオデジャネイロで開催されたFISA合同テストでは、RAMはわずかに改訂された03Bを持ち込み、サックウェルが参加した。しかしラップタイムは全く振るわず、オーストラリアのスポンサーはここでRAMから手を引いた。活動資金のめどがつかなくなり、F1を断念する。
RAMは1986年をF3000で活動した。この活動をスコール・バンディッドは支援し、深い緑色一色に塗られたマシンでRAMはF3000に現れた。使用するマシンRAM・04は、RAM・03のハート・ターボエンジンを、3,000ccのコスワースDFVに載せ換えたものだった。ドライバーはシーズン序盤2戦をジェームス・ウィーバーが務め、その後、エリセオ・サラザールが起用された。両名ともポイントを獲得することはできなかった。チームは解散した。
創設者の1人でありマネージャーだったジョン・マクドナルドは、1987年になるとミドルブリッジ・インターナショナル・レーシングF1参戦計画のマネージャーとなり、RAMでそうしたように他チームの型落ちシャシー（旧型のベネトン・B186）を使用してのF1参戦を再度計画し、実現寸前まで進行したが、FISAが土壇場になり参戦を認めない方針に変更してしまい計画はとん挫した。

## 変遷表
| 年     | エントリー名                                                            | 車体型番               | タイヤ | エンジン    | 燃料・オイル | ドライバー | ランキング | ポイント |
| ------ | ----------------------------------------------------------------------- | ---------------------- | ------ | ----------- | ------------ | --- | ---------- | -------- |
| 1976年 | RAM・レーシング RAM・レーシング・ウィズ・ラヴァッツァ                   | ブラバムBT44B          | G      | フォードDFV | -            | エミリオ・デ・ヴィロタ ロリス・ケッセル パトリック・ネーヴェ ジャック・ネルマン ダミアン・マギー ボブ・エバンス レラ・ロンバルディ | -          | 0p       |
| 1977年 | ブリティッシュ･フォーミュラ1・レーシング・チーム                        | マーチ761              | G      | フォードDFV | -            | ボイ・ハイエ ミッコ・コザロウィットスキー アンディ・サトクリフ ミハエル・ブリークモレン                                            | -          | 0p       |
| 1980年 | RAM/ペントハウス・リツラ・レーシング RAM/レインボー・ジャン・レーシング | ウィリアムズFW07,FW07B | G      | フォードDFV | -            | ルパート・キーガン ケビン・コーガン ジェフ・リース                                                                                 | -          | 0p       |
| 1981年 | マーチ・グランプリ・チーム                                              | マーチ811              | M A    | フォードDFV | バルボリン   | デレック・ダリー エリセオ・サラザール                                                                                              | -          | 0p       |
| 1982年 | マーチ・グランプリ・チーム ロスマンズ・マーチ・グランプリ・チーム       | マーチ821              | P      | フォードDFV | バルボリン   | ヨッヘン・マス ルパート・キーガン ラウル・ボーセル エミリオ・デ・ヴィロタ                                                          | -          | 0p       |
| 1983年 | RAM・オートモーティブ・チーム・マーチ                                   | 01(マーチ831)          | P      | フォードDFV | バルボリン   | エリセオ・サラザール ジャック・ヴィルヌーヴSr. ケネス・アチソン ジャン＝ルイ・シュレッサー                                         | 18         | 0p       |
| 1984年 | スコール・バンディット・フォーミュラ1・チーム                           | 01,02                  | P      | ハート415T  | シェル       | フィリップ・アリオー ジョナサン・パーマー マイク・サックウェル                                                                     | 16         | 0p       |
| 1985年 | スコール・バンディット・フォーミュラ1・チーム                           | 03                     | P      | ハート415T  | シェル       | マンフレッド・ヴィンケルホック フィリップ・アリオー ケネス・アチソン                                                               | 13         | 0p       |

*斜体になっているドライバーはスポット参戦など